# Nososticta moluccensis
Nososticta moluccensis – gatunek ważki z rodziny pióronogowatych (Platycnemididae). Jest endemitem archipelagu Moluków należącego do Indonezji.